# Scott Jorgensen
Scott Roger Jorgensen (Payson, 17 settembre 1982) è un lottatore di arti marziali miste statunitense di madre giapponese.
Combatte nella categoria dei pesi mosca per l'organizzazione UFC, ed in passato ha combattuto per il titolo dei pesi gallo nell'organizzazione WEC venendo sconfitto da Dominick Cruz.
È affetto da vitiligine e ciò spiega le chiazze di carnagione chiara presenti sul suo corpo.

## Carriera nelle arti marziali miste

### Inizi
Jorgensen iniziò a praticare lotta libera all'università, dove partecipò al torneo nazionale NCAA arrivando dodicesimo.
Il debutto come professionista avvenne nel 2006 e inizialmente combatté in leghe minori come la Ring Of Fire in Colorado, registrando un record di 4-1.

### World Extreme Cagefighting
La prima Top League dove entra è la WEC l'esordio è datato 13 febbraio 2008 e trattasi di una sconfitta ai punti contro Damacio Page.
Jorgensen successivamente infila due vittorie ma nel 2009 viene fermato da Antonio Banuelos, che lo sconfigge per decisione dei giudici di gara con un punteggio opinabile.
I rimanenti 18 mesi sono strepitosi e Jorgensen sconfigge un avversario dopo l'altro, compreso Takeya Mizugaki: con un record in WEC di 7-2 si presenta quindi alla sfida contro il campione in carica dei pesi gallo Dominick Cruz, che viene dalla vittoria del titolo contro Brian Bowles e dalla prima difesa dello stesso contro Joseph Benavidez; inoltre la sfida ha ancor più valore per il fatto che determinerà il campione dei
Pesi Gallo UFC, in quanto proprio l'UFC rilevò la WEC quell'anno.
Dopo cinque round di intensa lotta Jorgensen cede ai punti contro Cruz.

### Ultimate Fighting Championship
Jorgensen esordisce in UFC il 4 giugno 2011 contro Ken Stone, vincendo per KO al primo round.
Successivamente sconfigge il veterano Jeff Curran ai punti, e a quel punto l'organizzazione gli assegna come avversario un Top 10 Fighter come Renan Barão, imbattuto da ben 28 incontri.
Contro Barão si assiste ad un incontro scialbo, privo di takedown e colpi ben assestati; il brasiliano fa comunque di più ed ottiene una vittoria meritata, portando la propria striscia di risultati utili consecutivi a 29 e infliggendo a Jorgensen la prima sconfitta in UFC.
Jorgensen cade anche nel successivo incontro, venendo steso nel secondo round da Eddie Wineland.
Sul finire del 2012 si riprende dagli ultimi insuccessi con la vittoria per sottomissione nel primo round su John Albert che gli valgono i premi Fight of the Night e Submission of the Night, dimostrando di essere sempre un lottatore spettacolare.
Nel 2013 Jorgensen, inserito nei nuovi ranking ufficiali dell'UFC come il contendente numero 7 tra i pesi gallo, affronta l'amico Urijah Faber, numero 2 della classifica ed ex campione dei pesi piuma WEC, venendo sconfitto per sottomissione.

#### Debutto nei Pesi Mosca
Dopo quella sconfitta prende la decisione di scendere nei pesi mosca e nel dicembre 2013 avrebbe dovuto affrontare il contendente numero 3 dei ranking Ian McCall, ma prima quest'ultimo e poi il suo sostituto John Dodson s'infortunarono, e di conseguenza affrontò il debuttante ex campione Bellator e RFA Zach Makovsky: l'esordio nella nuova divisione di peso fu amaro e Jorgensen venne sconfitto ai punti con tutti i giudici che diedero tutti e tre i round all'avversario.
Nel marzo 2014 viene sconfitto in Brasile per sottomissione nel primo round da Jussier Formiga, ex numero 1 dei pesi mosca quando ancora la categoria non era presente in UFC: durante l'incontro Jorgensen venne steso da una testata involontaria dell'avversario e di conseguenza il lottatore statunitense fece ricorso, ricorso che venne respinto.
Tornò alla vittoria in giugno contro Danny Martinez, ottenendo il riconoscimento Fight of the Night.
In agosto avrebbe dovuto affrontare il campione olimpico Henry Cejudo, ma quest'ultimo diede forfeit per problemi con il taglio del peso.
In ottobre torna in Brasile per un incontro catchweight contro Wilson Reis e lo statunitense torna dal Sud America nuovamente sconfitto per sottomissione alla prima ripresa, venendo conseguentemente escluso dal ranking dei primi 16 pesi mosca dell'UFC.
In dicembre prese parte all'evento di lotta libera Grapple at the Garden tenutosi presso il Madison Square Garden di New York dove affrontò il campione Bellator Joe Warren, perdendo con il punteggio di 12-0.

#### Ritorna ai pesi gallo
A luglio del 2015 decise di ritornare nella categoria dei pesi gallo per affrontare Manvel Gamburian. Jorgensen perse l'incontro per decisione unanime.
A novembre affrontò il messicano Alejandro Perez. Verso la fine del primo round, Jorgensen subisce un brutale calcio alla caviglia che lo portò a rimane al tappeto prima di raggiungere il proprio angolo. Nonostante i dolori lancinanti e la vistosa zoppia Scott continuò l'incontro. Durante tutta la durata del secondo round, Jorgesen tentò in tutti i modi di resistere ai continui calci bassi del suo avversario, ma in un tentativo di attacco azzardato finisce per poggiare male la caviglia e in preda al dolore chiede la resa per infortunio.

### Risultati nelle arti marziali miste
| Risultato | Record | Avversario       | Metodo                                | Evento                                              | Data             | Round | Tempo | Città                         | Note                             |
| --------- | ------ | ---------------- | ------------------------------------- | --------------------------------------------------- | ---------------- | ----- | ----- | ----------------------------- | -------------------------------- |
| Sconfitta | 15-12  | Alejandro Perez  | KO Tecnico (infortunio alla caviglia) | The Ultimate Fighter: Latin America 2 Finale        | 21 novembre 2015 | 2     | 4:26  | Monterrey, Messico            |                                  |
| Sconfitta | 15-11  | Manvel Gamburyan | Decisione (unanime)                   | UFC Fight Night: Mir vs. Duffee                     | 15 luglio 2015   | 3     | 5:00  | San Diego, Stati Uniti        | Ritorna ai Pesi Gallo            |
| Sconfitta | 15-10  | Wilson Reis      | Sottomissione (triangolo di braccio)  | UFC 179: Aldo vs. Mendes II                         | 25 ottobre 2014  | 1     | 3:28  | Rio de Janeiro, Brasile       |                                  |
| Vittoria  | 15-9   | Danny Martinez   | Decisione (unanime)                   | UFC Fight Night: Henderson vs. Khabilov             | 7 giugno 2014    | 3     | 5:00  | Albuquerque, Stati Uniti      |                                  |
| Sconfitta | 14-9   | Jussier Formiga  | Sottomissione (rear naked choke)      | UFC Fight Night: Shogun vs. Henderson 2             | 23 marzo 2014    | 1     | 3:07  | Natal, Brasile                |                                  |
| Sconfitta | 14-8   | Zach Makovsky    | Decisione (unanime)                   | UFC on Fox: Johnson vs. Benavidez 2                 | 14 dicembre 2013 | 3     | 5:00  | Sacramento, Stati Uniti       | Passa ai Pesi Mosca              |
| Sconfitta | 14-7   | Urijah Faber     | Sottomissione (rear naked choke)      | The Ultimate Fighter 17 Finale: Faber vs. Jorgensen | 13 aprile 2013   | 4     | 3:16  | Las Vegas, Stati Uniti        |                                  |
| Vittoria  | 14-6   | John Albert      | Sottomissione (rear naked choke)      | UFC on Fox: Henderson vs. Diaz                      | 8 dicembre 2012  | 1     | 4:59  | Seattle, Stati Uniti          |                                  |
| Sconfitta | 13-6   | Eddie Wineland   | KO (pugni)                            | UFC on FX: Johnson vs. McCall                       | 8 giugno 2012    | 2     | 4:10  | Sunrise, Stati Uniti          |                                  |
| Sconfitta | 13-5   | Renan Barão      | Decisione (unanime)                   | UFC 143: Diaz vs. Condit                            | 4 febbraio 2012  | 3     | 5:00  | Las Vegas, Stati Uniti        |                                  |
| Vittoria  | 13-4   | Jeff Curran      | Decisione (unanime)                   | UFC 137: Penn vs. Diaz                              | 29 ottobre 2011  | 3     | 5:00  | Las Vegas, Stati Uniti        |                                  |
| Vittoria  | 12-4   | Ken Stone        | KO (pugni)                            | The Ultimate Fighter 13 Finale                      | 4 giugno 2011    | 1     | 4:01  | Las Vegas, Stati Uniti        | Debutto in UFC                   |
| Sconfitta | 11–4   | Dominick Cruz    | Decisione (unanime)                   | WEC 53: Henderson vs. Pettis                        | 16 dicembre 2010 | 5     | 5:00  | Glendale, Stati Uniti         | Per il titolo dei Pesi Gallo WEC |
| Vittoria  | 11–3   | Brad Pickett     | Decisione (unanime)                   | WEC 50: Cruz vs. Benavidez 2                        | 18 agosto 2010   | 3     | 5:00  | Las Vegas, Stati Uniti        |                                  |
| Vittoria  | 10–3   | Antonio Banuelos | Decisione (unanime)                   | WEC 48: Aldo vs. Faber                              | 24 aprile 2010   | 3     | 5:00  | Sacramento, Stati Uniti       |                                  |
| Vittoria  | 9–3    | Chad George      | Sottomissione (ghigliottina)          | WEC 47: Bowles vs. Cruz                             | 6 marzo 2010     | 1     | 0:31  | Columbus, Stati Uniti         |                                  |
| Vittoria  | 8–3    | Takeya Mizugaki  | Decisione (unanime)                   | WEC 45: Cerrone vs. Ratcliff                        | 19 dicembre 2009 | 3     | 5:00  | Las Vegas, Stati Uniti        |                                  |
| Vittoria  | 7–3    | Noah Thomas      | KO (pugni)                            | WEC 43: Cerrone vs. Henderson                       | 10 ottobre 2009  | 1     | 3:13  | San Antonio, Stati Uniti      |                                  |
| Sconfitta | 6–3    | Antonio Banuelos | Decisione (non unanime)               | WEC 41: Brown vs. Faber 2                           | 7 giugno 2009    | 3     | 5:00  | Sacramento, Stati Uniti       |                                  |
| Vittoria  | 6–2    | Frank Gomez      | Sottomissione (rear naked choke)      | WEC 38: Varner vs. Cerrone                          | 25 gennaio 2009  | 1     | 1:09  | San Diego, Stati Uniti        |                                  |
| Vittoria  | 5–2    | Kenji Osawa      | Decisione (unanime)                   | WEC 35: Condit vs. Miura                            | 3 agosto 2008    | 3     | 5:00  | Las Vegas, Stati Uniti        |                                  |
| Sconfitta | 4–2    | Damacio Page     | Decisione (unanime)                   | WEC 32: New Mexico                                  | 13 febbraio 2008 | 3     | 5:00  | Albuquerque, Stati Uniti      | Debutto in WEC                   |
| Vittoria  | 4–1    | Chris David      | Decisione (unanime)                   | ShoXC                                               | 27 luglio 2007   | 3     | 5:00  | Santa Barbara, Stati Uniti    |                                  |
| Vittoria  | 3–1    | Tyler Toner      | Decisione (unanime)                   | ROF 29: Aftershock                                  | 28 aprile 2007   | 3     | 5:00  | Boulder, Stati Uniti          |                                  |
| Sconfitta | 2–1    | Joe Jesser       | Sottomissione (armbar)                | ROF 26: Relentless                                  | 9 settembre 2006 | 1     | 1:08  | Colorado Springs, Stati Uniti |                                  |
| Vittoria  | 2–0    | Louie Lagunsad   | Sottomissione (heel hook)             | ROF 25: Overdrive                                   | 29 luglio 2006   | 1     | 1:43  | Boulder, Stati Uniti          |                                  |
| Vittoria  | 1–0    | Mike Morris      | Sottomissione (armbar)                | Alaska FC 24                                        | 15 giugno 2006   | 1     | 1:31  | Juneau, Stati Uniti           |                                  |